# カンポドーロ
カンポドーロ（イタリア語: Campodoro）は、イタリア共和国ヴェネト州パドヴァ県にある、人口約2,700人の基礎自治体（コムーネ）。

## 地理

### 位置・広がり

#### 隣接コムーネ
隣接するコムーネは以下の通り。括弧内のVIはヴィチェンツァ県所属を示す。
- カミザーノ・ヴィチェンティーノ (VI)
- グリジニャーノ・ディ・ゾッコ (VI)
- メストリーノ
- ピアッツォーラ・スル・ブレンタ
- ヴィッラフランカ・パドヴァーナ

## 姉妹都市
- Douradina、ブラジル 1988年